# Malibu’s Most Wanted
Malibu’s Most Wanted ist eine US-amerikanische Filmkomödie, die am 14. April 2003 in den US-amerikanischen Kinos anlief.

## Handlung
Bill Gluckman, jüdischer Senator und Anwärter auf das Gouverneursamt Kaliforniens, befindet sich im mitten in seinem Wahlkampf. Sein Sohn Bradley, B-Rad genannt, spricht und handelt wie ein Gangster aus der Innenstadt, obgleich er niemals unter Armut oder Kriminalität litt. Der Wahlkampfsstab seines Vaters ist besorgt darüber, dass Brads idiotisches, abwegiges Verhalten Gluckmans Chancen gewählt zu werden, ruiniert.
Der Wahlkampfsstab engagiert daraufhin zwei schwarze Schauspieler, die ihrerseits aber genauso wenig Ahnung vom Ghettoleben haben, wie B-Rad. Getarnt als Bandenmitglieder entführen sie ihn und verschleppen ihn nach South Central Los Angeles, wo sie hoffen, B-Rad so zu verängstigen, dass er wieder „weiß“ wird.
Der Schuss geht allerdings nach hinten los, da B-Rad offensichtlich keine Rolle spielt, sondern sich als echter Gangster und Rapper sieht. Er erfährt zudem von der Farce und verbindet sich im Glauben an ein „Spiel“ mit echten Gangmitgliedern. Sein Vater erfährt aus dem Fernsehen von einer Schießerei, bei der B-Rad eine Gang vertrieb. Bill erkennt, dass sein Spiel zu weit ging, er entlässt seinen Wahlkampfleiter und fährt zur Rettung seines Sohnes ins Ghetto.
Am Schluss sieht man, wie Bill Gluckman als neuer Gouverneur zusammen mit seinem Sohn vor einem jubelnden Publikum auf der Bühne steht.

## Auszeichnungen
Malibu’s Most Wanted wurde für den BET Comedy Award 2004 in der Kategorie „Outstanding Writing for a Box Office Movie“ und zweimal für den Teen Choice Award 2003 in den Kategorien „Choice Movie – Comedy“ und „Choice Movie Actor – Comedy“ (Jamie Kennedy) nominiert. Zu mehr als diesen Nominierungen kam es aber nicht.

## Resonanz und Kritiken
Malibu’s Most Wanted fand letztlich nur in den USA ein größeres Publikum. Die Einspielergebnisse lagen hier mit 34.432.201 $ deutlich über denen des restlichen internationalen Marktes (190.303 $).
In deutschen Kritiken wird vor allem der fehlende Neuigkeitswert des Films betont, da unter anderem bereits Ali G in da House (2002) oder  Erkan und Stefan (2000) das Thema „Weiße verhalten sich wie Rapper und Gangster“ aufgriffen.
Positiv werden einige Szenen hervorgehoben, wie die Gestaltung des Rap-Battles in Anlehnung an die vergleichbaren Sequenzen in 8 Mile.